# L'opera al nero (film)
(Zenone)
L'opera al nero (L'Œuvre au noir) è un film del 1988 diretto da André Delvaux, tratto dal romanzo omonimo di Marguerite Yourcenar.
Fu presentato in concorso al 41º Festival di Cannes.

## Trama
Il medico ed alchimista Zenone Ligre ritorna nel suo paese d'origine, a Bruges, nelle Fiandre, dopo una vita vagabonda passata in viaggio per l'Europa. Nella sua città natale trova lavoro come medico nel convento dei Cordeliers. Bisessuale, Zenone viene accusato di avere dei rapporti omosessuali con un giovane frate; processato da un tribunale dell'Inquisizione e accusato di stregoneria, di omicidio e di rapporti contro natura, preferisce scegliere la morte di sua mano piuttosto che essere bruciato sul rogo.

## Riconoscimenti
- Premio André Cavens 1988
- 1989 - Nastro d'argento
  - migliore attore protagonista (Gian Maria Volonté)